# موسى سيني أبسا
موسى سيني أبسا (بالفرنسية: Moussa Sene Absa) هو مخرج سينمائي ومحرر ومنتج وكاتب سيناريو ورسام وكاتب أغاني سنغالي. ولد عام 1958 بإحدى ضواحي داكار بالسنغال، لعائلة من مجموعة السيريريون.

## السينما
بدأ موسى سيني مسيرته المهنية كممثل، لكنه انتقل في النهاية لإخراج مسرحيته الخاصة (La Légende de Ruba)، والتي كتبها أيضًا. تم تكريم موسى عن سيناريو فيلمه (Les Enfants de Die في مهرجان الفيلم الفرنكوفوني في فور دو فرانس. حصل فيلمه الأول (Le Prix du mensonge) على جائزة التانيت الفضي فيمهرجان قرطاج السينمائي سنة 1988. حصل فيلمه (Tableau Ferraille) الذي صدر عام 1996 على العديد من الجوائز بما في ذلك جائزة أفضل تصوير سينمائي في المهرجان الأفريقي للسينما والتلفزيون في واغادوغو في عام 1997. كما كان منتجًا للمسلسل الكوميدي (Goorgorlu) في تلفزيون السنغال سنة 2002. أنتج موسى ما لا يقل عن عشرة أفلام وثائقية متعلقة بالسنغال.

## الفن
اشتهر بأفلامه وموسيقاه وأفلامه الوثائقية، كما أنه فنان بارز تُعرض أعماله في السنغال وأوروبا وأمريكا الشمالية (الولايات المتحدة على وجه الخصوص). أعمال موسى معروضة منذ عام 1976. أسلوبه مستوحى من أعمال الرسام المكسيكي روفينو تامايو والرسام الإسباني جوان ميرو، مع عناصر من التقنية الأفريقية القديمة. تم عرض بعض أعماله الفنية في معرض فريدا وروي فورمان في مركز لينكولن، بمدينة نيويورك.

## روابط خارجية
- موسى سيني أبسا على موقع IMDb (الإنجليزية)
- موسى سيني أبسا على موقع ألو سيني (الفرنسية)
- موسى سيني أبسا على موقع أول موفي (الإنجليزية)
- موسى سيني أبسا على موقع ديسكوغز (الإنجليزية)
- موسى سيني أبسا على موقع قاعدة بيانات الفيلم (الإنجليزية)
- موسى سيني أبسا على موقع كينوبويسك (الروسية)